# Stowarzyszenie Rodziny Romanowów
Stowarzyszenie Rodziny Romanowów (ros. Объединение членов рода Романовых, Objedinienije czlenow roda Romanowych, ang. The Romanoff Family Association) – organizacja społeczno-polityczna działająca w Rosji i na całym świecie, składająca się wyłącznie z morganatycznych potomków członków Domu Romanow-Holstein-Gottorp, a więc osób, które zgodnie z prawem dynastycznym nie mają praw do tytułów, funkcji i dóbr dziedziczonych w rodzinie wyższego stanem przodka.
Przywódca stowarzyszenia, Mikołaj Romanowicz Romanow (używający tytułu księcia) wypowiadał się wielokrotnie jako zwolennik ustroju monarchii konstytucyjnej z demokratycznym systemem parlamentarnym. Sprzeciwia się dążeniom tytularnej carycy Rosji Marii Władimirowny (niebędącej członkiem stowarzyszenia) do objęcia tronu rosyjskiego, nie uznając jej za głowę rodu Romanowów.

## Zarząd Naczelny
- Olga Andriejewna – przewodnicząca
- Rościsław Rościsławowicz – zastępca przewodniczącej
- członkowie Zarządu Naczelnego:
  - Aleksy Andriejewicz
  - Mikołaj Rościsławowicz
  - Natalia Nikołajewna
  - Katarzyna Dmitriewna
  - Aleksandra Rostislawna

### Kolejni przewodniczący
- 1979 – 7 lipca 1980: Dymitr Aleksandrowicz
- 7 lipca 1980 – 24 czerwca 1989: Wasyl Aleksandrowicz
- 24 czerwca 1989 – 15 września 2014: Mikołaj Romanowicz
- 15 września 2014 – 31 grudnia 2016: Dymitr Romanowicz
- 31 grudnia 2016 – 11 grudnia 2017: (p.o.) Andrzej Andriejewicz
- od 11 grudnia 2017: Olga Andriejewna

## Członkowie Stowarzyszenia

### PotomkowieRomana Piotrowiczai hrabiny Prascowii Cheremetowej
- Mikołaj Romanowicz (1922–2014), starszy syn
  - Natalia Nikołajewna (ur. 1952)
  - Elżbieta Nikołajewna (ur. 1956)
  - Tatiana Nikołajewna (ur. 1961)
- Dymitr Romanowicz (1926–2016), młodszy syn

### PotomkowieAleksandra MichajłowiczaiKsenii Aleksandrownej
- Andrzej Andriejewicz (1923–2021), syn Andrzeja Aleksandrowicza i rozwódki Elisabetya Ruffo-Sasso
  - Olga Andrzejewna (ur. 1950)
  - Aleksy Andriejewicz (ur. 1953)
  - Piotr Andriejewicz (ur. 1961)
  - Andrzej Andriejewicz (ur. 1963)
  - Stefana Rostisławna (ur. 1963), córka Rostisława Rostisławicza i Stepheny Verdel Cook
  - Aleksandra Rostisławna (ur. 1983), córka Rostisława Rostisławicza i Christii Ipsen
  - Roscisław Rostisławicz (ur. 1985)
  - Mikołaj Rostisławicz (ur. 1987)
- Marina Wasiliewna (ur. 1940), córka Wasyla Aleksandrowicza i Natalii Galitzine

### PotomkowieDymitra PawłowiczaiAudrey Emery
- Dymitr Pawłowicz Ilyinsky (ur. 1954)
  - Katarzyna Dymitriewna Ilyinsky (ur. 1981)
  - Wiktoria Dymitriewna Ilyinsky (ur. 1984)
  - Lela Dymitriewna Ilyinsky (ur. 1986)
- Anna Pawłowna Ilyinsky (ur. 1959)
- Paula Pawłowna Ilyinsky (ur. 1956)
- Michał Pawłowicz Ilyinsky (ur. 1960)

### Członkowie spoza dynastii Romanowów
- David Chavchavadze (1924–2014), wnuk Jerzego Michajłowicza
- Ksenia Sfiris (ur. 1942), wnuczka Iriny Aleksandrownej
- Iwan Farace di Villaforesta (ur. 1943), syn Katarzyny Ioannownej
- Michał, książę Grecji i Danii (ur. 1939), wnuk Olgi Konstantinownej
- Książę Michał z Kentu (ur. 1942), wnuk Eleny Władimirownej i prawnuk Olgi Konstantinownej
- Paul Edward Kulikowsky, wnuk Olgi Aleksandrownej